# Kościół św. Wawrzyńca w Głuchołazach
Kościół świętego Wawrzyńca – rzymskokatolicki kościół parafialny Parafii św. Wawrzyńca w dekanacie Głuchołazy diecezji opolskiej.

## Historia
Jest to świątynia wybudowana w stylu barokowym w latach 1729–1731. Do budowy została wykorzystana część zachodniej elewacji poprzedniej budowli, w stylu romańsko-gotyckim z XIII wieku. Architektem świątyni był zapewne Jan Innocenty Töpper, projektant m.in. kościołów w Głubczycach, Prudniku, Śmiczu i Ścinawie Nyskiej.

## Wyposażenie

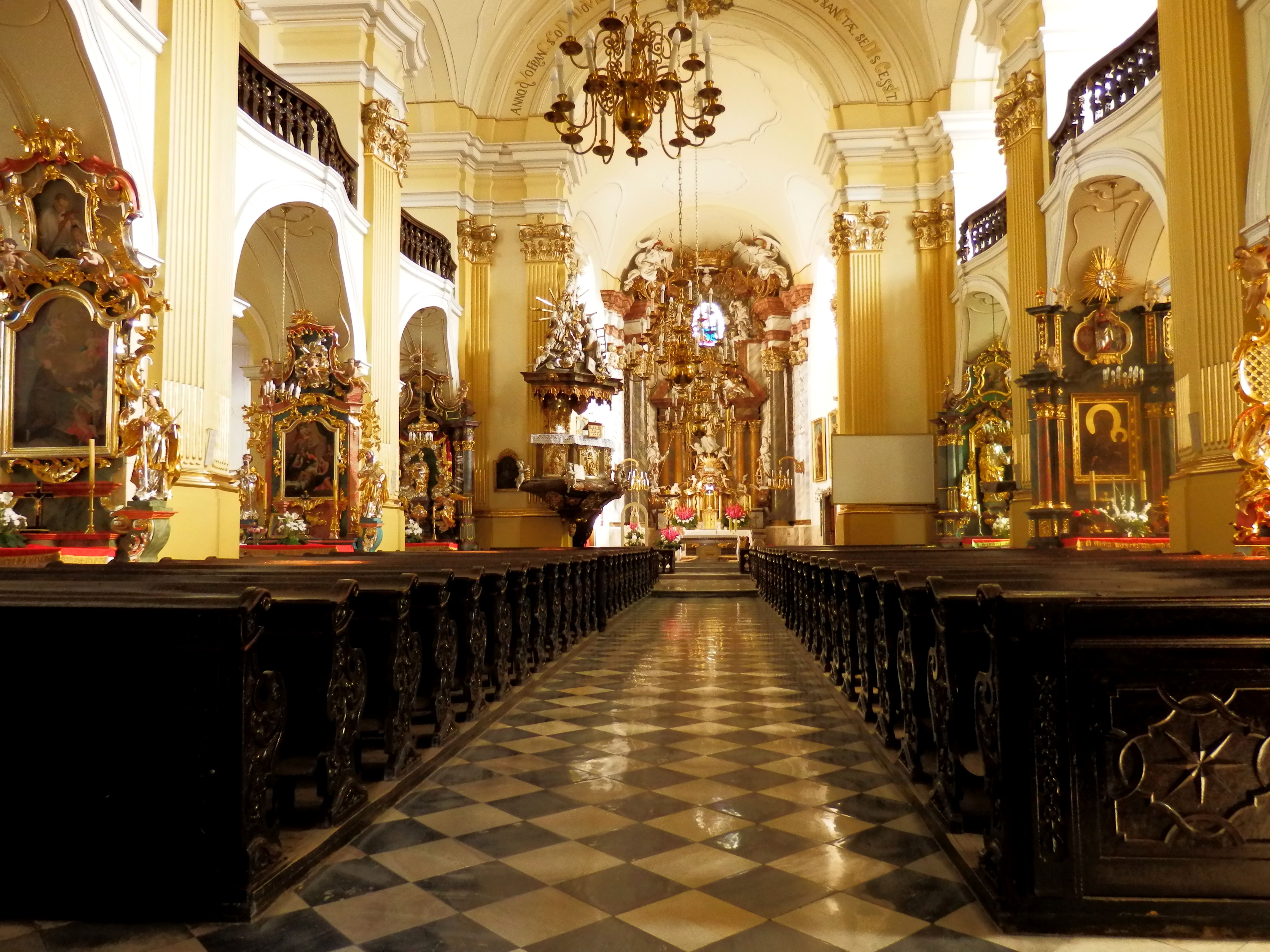
Wnętrze świątyni

Ołtarz główny w stylu neobarokowym został wykonany w 1921 roku. Pozostałe zabytkowe wyposażenie świątyni powstało w XVIII wieku. Świątynia posiada aż 8 ołtarzy bocznych w stylu barokowym. W jednym z nich, pod wezwaniem Matki Boskiej Bolesnej, jest umieszczony obraz Opłakiwanie Chrystusa w stylu barokowym, pochodzący z końca XVII wieku. Jest to kopia obrazu Antoona van Dycka powstała w warsztacie Michaela Willmanna.